# Wildflower Triathlon
Der Wildflower Triathlon ist eine seit 1983 jährlich im Frühjahr stattfindende Triathlon-Sportveranstaltung am Lake San Antonio im US-Bundesstaat Kalifornien in den USA.

## Organisation
Der Wildflower-Triathlon startete 1983 mit 86 Teilnehmern neben einem 10-km-Lauf als Bestandteil eines Bluegrass-Festivals mit Musik und Kunsthandwerk. Im zweiten Jahr stieg die Teilnehmerzahl auf 200 Athleten, die Veranstaltung blieb aber zunächst defizitär. 1986 wurde zusätzlich zum bisherigen Triathlon mit der Gesamtstreckenlänge 100 km ein Sprinttriathlon integriert, die Teilnehmerzahl stieg auf 350. Seither ist eine große Anzahl von Studenten der Cal Pol in San Luis Obispo zu den Volunteers. Stars wie Scott Molina und Paula Newby-Fraser lieferten der Veranstaltung Aufmerksamkeit und steigende Teilnehmerzahlen. Der Wildflower Triathlon wurde zu einem der Qualifikationswettkämpfe des Ironman Hawaii in den USA (zu denen bis 1999 keiner mit dem Markenzeichen „Ironman“ im Veranstaltungsnamen gehörte), die Teilnehmerzahlen stiegen jährlich um 20 Prozent.
1989 wurde die Streckenlänge des Hauptwettkampfes auf 1,9 km Schwimmen, 90 km Radfahren und 21,1 km Laufen geändert, was bis heute beibehalten wurde. Außerdem wurde erstmals zusätzlich zum Sprint ein Cross-Triathlon mit integriert. Erstmals waren mehr als eintausend Teilnehmer am Start. 1991 wurde der Sprint-Triathlon in eine olympische Distanz geändert, bei dem ab 1994 für zehn Jahre die US-Studentenmeisterschaften ausgerichtet wurden. Terry Davis und seine Frau Betsy gründeten die Firma Tri California, um sich ab sofort Fulltime um die Veranstaltung zu kümmern. 1997 wurden erstmals mehr als 3000 Teilnehmer gezählt. 1999 – erstmals nicht mehr als Qualifier für Hawaii – waren erstmals über 4000, Athleten am Start und bis 2006 stieg die Teilnehmerzahl kontinuierlich weiter auf 7500.

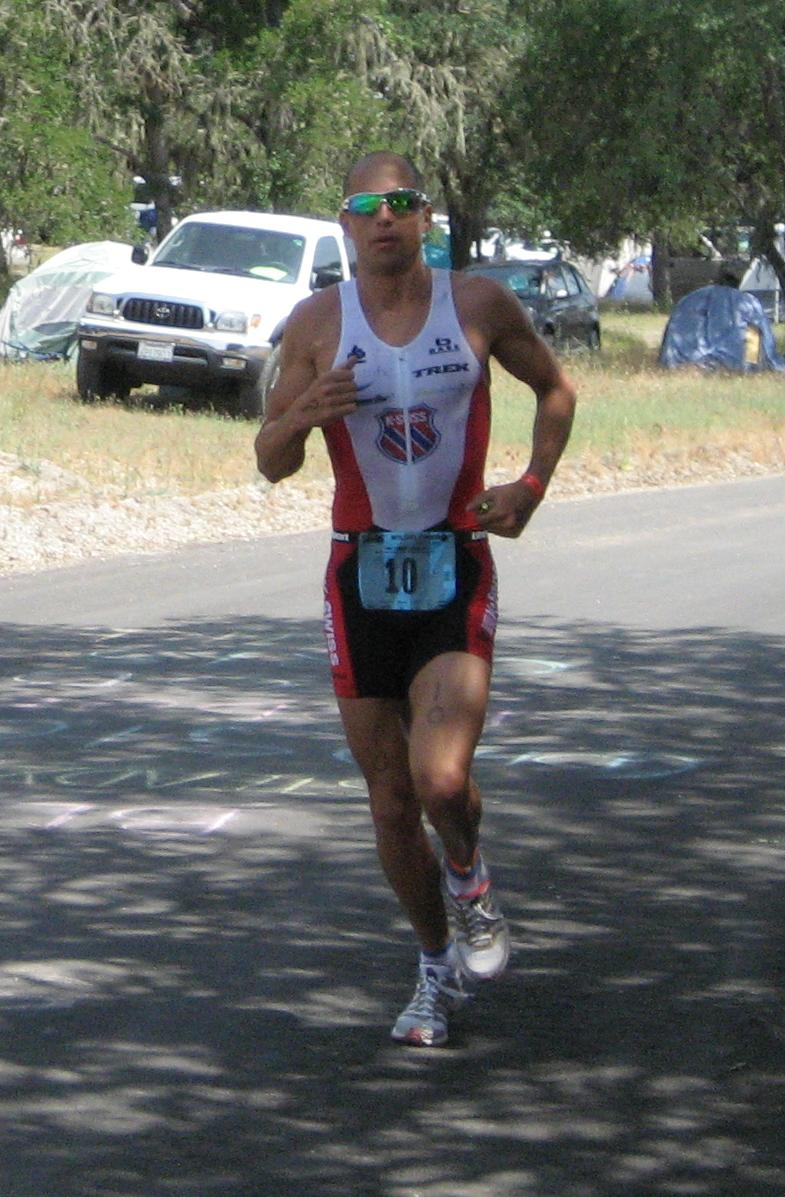
Chris Lieto beim Wildflower Triathlon 2008

Dieser Wettkampf zählt mit etwa 7.500 Athleten und 30.000 Zuschauern zu den weltweit größten Triathlon-Veranstaltungen.
Das Rennen wird seit 1983 jährlich am ersten Wochenende im Mai auf der Mitteldistanz ausgetragen und die Distanzen betragen
- 1,9 km Schwimmen,
- 90 km Radfahren und
- 21,1 km Laufen.

Parallel werden hier auch alljährlich jeweils ein Wettbewerb über die olympische Distanz (1,5 km Schwimmen, 40 km Radfahren und 10 km Laufen) sowie ein Cross-Triathlon ausgetragen.
2014 wurde umweltbedingt zu einer Herausforderung in der Geschichte des Wildflower Triathlon: Der Wasserspiegel im Lake San Antonio war über die Jahre kontinuierlich gesunken und lag zehn Meter tiefer als in früheren Jahren. Daher wurde das Schwimmen nach Harris Creek, einem um zwei Meilen entfernten Campingplatz, verlegt. Nach dem Schwimmen zogen die Athleten ihre Schuhe an, liefen die zwei Meilen bis zur Wechselzone und absolvierten die gewohnte 90-km-Radrunde. Der abschließende Lauf wurde um zwei Meilen verkürzt.
2015 war hier die 33. Austragung. Eine geplante Austragung 2017 musste wegen der anhaltenden Dürre abgesagt werden. Im Mai 2018 wurde das Rennen zum 35. Mal mit über 1200 Startern als Wildflower Triathlon Experience ausgetragen.
Nach einigen Jahren Pause soll das Rennen wieder im Mai 2025 ausgetragen werden – auf der Langdistanz sowie der olympischen Distanz.

### Streckenrekorde
Paula Newby-Fraser konnte hier schon fünf Mal den Sieg erzielen und der Amerikaner Jesse Thomas konnte hier 2016 zum sechsten Mal in Folge gewinnen.
Den Streckenrekord hält der Neuseeländer Terenzo Bozzone mit 3:53:43 Stunden (2006). Bei den Frauen erzielte die US-Amerikanerin Heather Jackson mit ihrer Siegerzeit aus 2012 mit 4:26:29 Stunden den Streckenrekord.

## Ergebnisse
| N ° | Datum/Jahr    | Männer                 | Männer             | Männer            | Frauen                 | Frauen           | Frauen               |
| N ° | Datum/Jahr    | Erster Platz           | Zweiter Platz      | Dritter Platz     | Erster Platz           | Zweiter Platz    | Dritter Platz        |
| --- | ------------- | ---------------------- | ------------------ | ----------------- | ---------------------- | ---------------- | -------------------- |
| 36  | 2. Mai 2025   |                        |                    |                   |                        |                  |                      |
| 35  | 6. Mai 2018   | Rodolphe Von Berg      | Jesse Thomas       |                   | Heather Jackson -4-    | Carrie Lester    |                      |
| 34  | 30. Apr. 2016 | Jesse Thomas -6-       | Terenzo Bozzone    | Chris Leiferman   | Elizabeth Lyles -2-    | Laurel Wassner   | Emily Cocks          |
| 33  | 3. Mai 2015   | Jesse Thomas -5-       | Matt Lieto         | Chris Leiferman   | Elizabeth Lyles        | Heather Jackson  | Rachel McBride       |
| 32  | 3. Mai 2014   | Jesse Thomas -4-       | Callum Millward    | Matthew Russell   | Heather Jackson -3-    | Elizabeth Lyles  | Laurel Wassner       |
| 31  | 5. Mai 2013   | Jesse Thomas -3-       | Leon Griffin       | Joseph Gambles    | Heather Jackson -2-    | Katherine Baker  | Elizabeth Lyles      |
| 30  | 6. Mai 2012   | Jesse Thomas -2-       | Jordan Rapp        | James Cunnama     | Heather Jackson (SR)   | Linsey Corbin    | Magali Tisseyre      |
| 29  | 30. Apr. 2011 | Jesse Thomas           | Clayton Fettell    | James Cunnama     | Leanda Cave            | Mary Beth Ellis  | Magali Tisseyre      |
| 28  | 1. Mai 2010   | Michael Raelert        | Joseph Gambles     | Eneko Llanos      | Julie Dibens           | Desirée Ficker   | Virginia Berasategui |
| 27  | 2. Mai 2009   | Andy Potts             | Eneko Llanos       | Reinaldo Colucci  | Virginia Berasategui   | Leanda Cave      | Erika Csomor         |
| 26  | 3. Mai 2008   | Chris McCormack -4-    | Chris Lieto        | Chris Legh        | Samantha McGlone -3-   | Leanda Cave      | Pip Taylor           |
| 25  | 3. Mai 2007   | Björn Andersson        | Chris Legh         | Ben Hoffman       | Becky Lavelle          | Mirinda Carfrae  | Kate Major           |
| 24  | 5. Mai 2006   | Terenzo Bozzone (SR)   | Chris Legh         | Greg Remaly       | Samantha McGlone -2-   | Natascha Badmann | Kim Loeffler         |
| 23  | 1. Mai 2005   | Simon Lessing          | Torbjørn Sindballe | Terenzo Bozzone   | Samantha McGlone       | Heather Fuhr     | Tina Walter          |
| 22  | 30. Apr. 2004 | Chris McCormack -3-    | Rutger Beke        | Luke Bell         | Natascha Badmann       | Kate Major       | Heather Gollnick     |
| 21  | 3. Mai 2003   | Tim DeBoom             | Steve Larson       | Chris Legh        | Heather Gollnick       | Becky Lavelle    | Desirée Ficker       |
| 20  | 4. Mai 2002   | Chris McCormack -2-    | Cameron Widoff     | Paul Amey         | Katja Schumacher       | Becky Gibbs      | Donna Phelan         |
| 19  | 1. Mai 2001   | Chris McCormack        | Craig Walton       | Chris Legh        | Barbara Lindquist      | Becky Gibbs      | Gina Kehr            |
| 18  | 6. Mai 2000   | Chris Legh             | Jürgen Zäck        | Chuckie Veylupek  | Jeanne Anne Kritzman   | Lauren Trent     | Paula Newby-Fraser   |
| 17  | 1. Mai 1999   | Cameron Widoff -4-     | Stefan Holzner     | Jürgen Zäck       | Heather Fuhr -2-       | Beth Zinkand     | Ulrike Blank         |
| 16  | 2. Mai 1998   | Cameron Widoff -3-     | Peter Reid         | Tim DeBoom        | Heather Fuhr           | Melissa Spooner  | Lauren Maule         |
| 15  | 3. Mai 1997   | Cameron Widoff -2-     | Greg Welch         | Olivier Bernhard  | Paula Newby-Fraser -5- | Heather Fuhr     | Lauren Alexander     |
| 14  | 4. Mai 1996   | Peter Reid             | Cameron Widoff     | Wolfgang Dittrich | Paula Newby-Fraser -4  | Lauren Alexander | Holly Nybo           |
| 13  | 7. Mai 1995   | Cameron Widoff         | Robert Marx        | Brad Kearns       | Paula Newby-Fraser -3- | Donna Peters     | Holly Nybo           |
| 12  | 1994          | Wolfgang Dittrich      |                    |                   | Donna Peters -3-       |                  |                      |
| 11  | 1. Mai 1993   | Andrew MacNaughton -3- |                    |                   | Donna Peters -2-       |                  |                      |
| 10  | 5. Mai 1992   | Todd Jacobs            | Bryan Farrenbach   |                   | Donna Peters           | Erin Baker       | Krista Whelan        |
| 09  | 1991          | Paul Huddle -2-        |                    |                   | Liz Downing            |                  |                      |
| 08  | 1990          | Andrew MacNaughton -2- |                    |                   | Paula Newby-Fraser -2- |                  |                      |
| 07  | 1989          | Paul Huddle            |                    |                   | Nancy Valance          |                  | Terri Schneider      |
| 06  | 1988          | John Devere            |                    |                   | Janine Daley           |                  |                      |
| 05  | 1987          | Andrew MacNaughton     |                    |                   | Julie Moss             |                  |                      |
| 04  | 1986          | Dean Harper -2-        |                    |                   | Paula Newby-Fraser     |                  |                      |
| 03  | 1985          | Grant Boswell          |                    |                   | Jacqueline Shaw        |                  |                      |
| 02  | 1984          | Scott Molina           |                    |                   | Ardis Bow              |                  |                      |
| 01  | 1983          | Dean Harper            |                    |                   | Jennifer Hinshaw       |                  |                      |